# Ardez
Ardez (, allemand obsolète : Steinsberg) est une localité et une ancienne commune suisse du canton des Grisons située en Basse-Engadine, aujourd'hui intégrée à la commune de Scuol dans le district de Sur Tasna dans le district de l'Inn.
Le centre du village figure à l'Inventaire suisse des biens culturels d'importance nationale et régionale comprenant les ruines du château de Steinsberg, « chapplutta e conturn ». Avec ses maisons recouvertes de sgraffites ou peintes, le village constitue un exemple caractéristique, ayant conservé son unité, d'une localité de la Basse-Engadine.

## Géographie
Le village est situé sur la rive gauche de l'Inn, accompagné des hameaux de Bos-cha et Sur En. Il est cité avec le nom Ardezis dès 840 jusqu'au XIXe siècle ou en allemand Steinberg.
Les ortsteils Sur En (côté droit de la vallée) et Bos-cha (entre Ardez et Guarda) appartiennent à Ardez. L'ancienne zone municipale s'étend de la frontière autrichienne au nord (Gemsspitze, Hintere Jamspitze) à la frontière du Parc national suisse au sud (Piz Sampuoir). Le point culminant de l'ancienne commune est le Piz Plavna Dadaint (3 166 m). Le territoire d'Ardez comprend les vallées latérales du Val Nuna et du Val Sampuoir au sud de l'Inn et le Val Tasna au nord de la vallée. Les communes voisines sont Zernez et Galtür en Autriche. Vers 1900, le territoire d'Ardez atteignait le Montafon (Vorarlberg) et Paznaun (Tyrol).

## Géologie
Ardez est niché entre les masses cristallines de la Silvretta et les dolomies de Basse-Engadine. Des zones cristallines et calcaires/schistes s'y côtoient. La terrasse vallonnée à l'est du château de Steinsberg se compose principalement d'anciens cristallins de Tasna. La dolomie du Trias et les rochers du Lias du château de Steinsberg se trouvent au-dessus. À l'ouest du village, se superposent des sables calcaires du crétacé (route de Bos-cha).

## Démographie
L'évolution de la population est assez stable. En 1780 il y a 531 habitants, en 1900 612, 541 en 1950 et 401 en 2000. Il y a eu un point culminant en 1910 lors de la construction du chemin de fer avec 1 005 habitants et un point bas en 1980 avec 383 habitants.

## Langues
Le dialecte romanche Vallader est resté la langue d'une grande majorité de la population. Il est également soutenu par la communauté et l'école. Ainsi, en 1990 85 % et en 2000 même 89 % de la population comprend le romanche. Jusqu'en 1900, la communauté était presque monolingue (1880 94 %, 1900 94 %). Cette proportion a diminué depuis, mais seulement marginalement jusqu'en 1980 (1941 84 %, 1980 83 %). La proportion de locuteurs allemands a considérablement augmenté depuis les années 1980.

## Histoire

Photo aérienne prise par Walter Mittelholzer (1925)

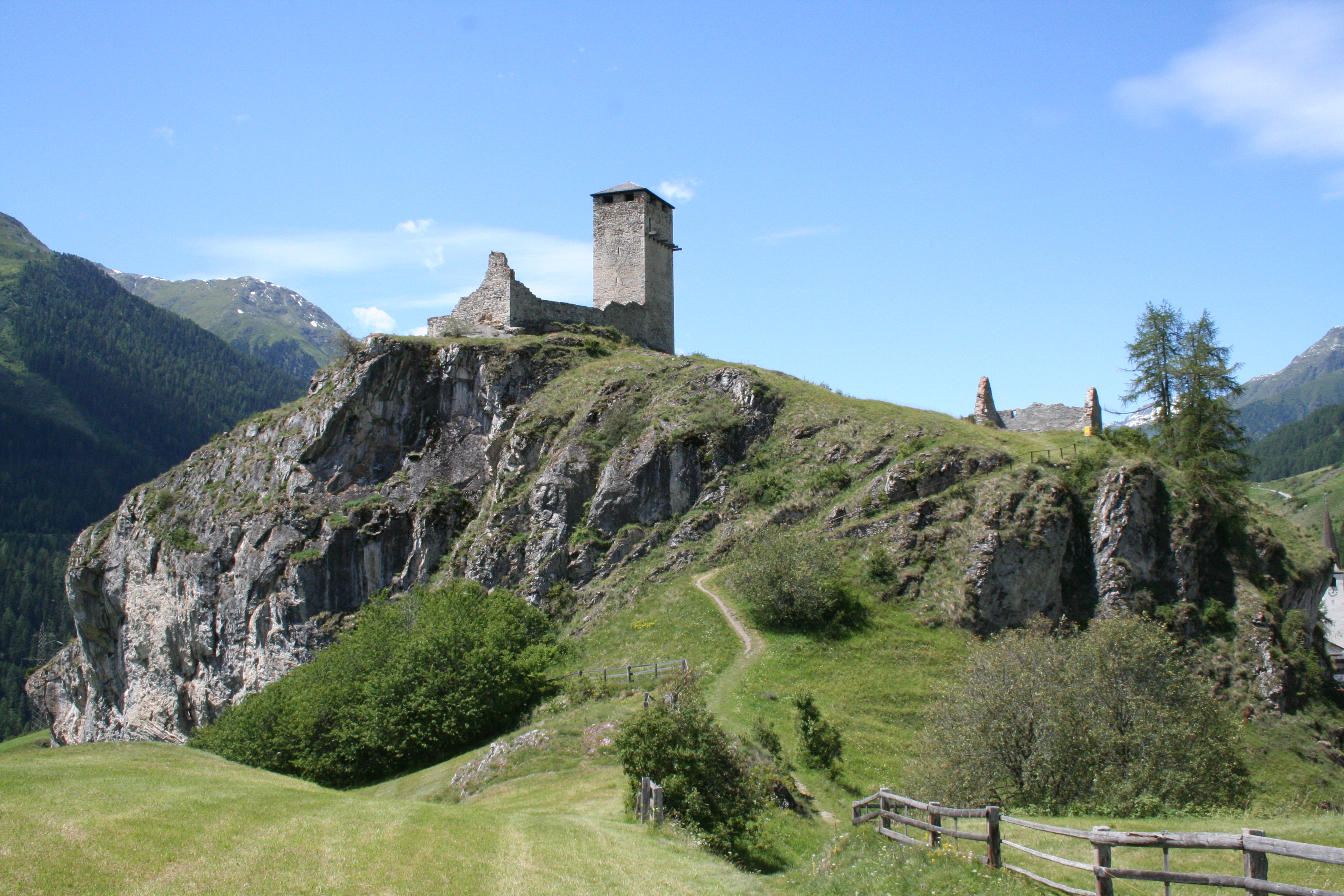
Ruines de Steinsberg.

Plusieurs sites préhistorique, des pierres à cupules près de Bos-cha, des céramiques de la culture de Fritzens-Sanzeno près de Chanoua, ainsi que des fouilles à Suotchastè, attestent une habitation depuis la fin de l'âge du bronze (culture Laugen-Melaun, XIIIe – VIe siècles) jusqu’à l’époque romaine. Des noms de lieux et une découverte écrite pouvant être attribués à la culture Fritzens-Sanzeno suggèrent que les auteurs des artefacts correspondants doivent être considérés comme des Rhètes.  Ils ont été subjugués par les beaux-fils Nero Claudius Drusus et Tibère de l'empereur Auguste et incorporés à la province romaine de Rhétie. Des objets romains retrouvés à Ardez en témoignent également.
Ardez est mentionnée pour la première fois dans le cadastre carolingien vers l'an 900. Le château de Steinsberg est probablement construit à l'époque de Charlemagne. Les seigneurs d'Ardetz, de Tarasp, le couvent de Mariënberg, l'évêque de Coire, les comtes du Tyrol et les baillis de Matsch avaient des droits et des terres à Ardez. Il est prouvé que les seigneurs d'Ardez y vécurent de 1161 à 1310. En 1209, l'évêque de Coire Reinher von Torre achète le château. Steinsberg est à l'origine une église fortifiée, Saint-Lucius, transformée en château, et un siège féodal, qui après son acquisition par l’évêque de Coire, devient le centre de l’autorité épiscopale. Pour protéger les droits et les libertés, la population fonde l'association ecclésiastique à Zernez en 1367. Dans le cadre de la guerre de Souabe , les Autrichiens détruisent le village d'Ardez et le château en 1499 ; la tour est restaurée.
La conversion à la Réforme protestante a lieu en 1538. Outre Ardez, Guarda (Grisons), Lavin, Susch et Galtür appartenaient également à l'ancienne paroisse d'Ardez avec droit de baptême et de sépulture. Les habitants de Galtür enterraient leurs morts au cimetière d'Ardez. En hiver, lorsque le col du Futschöl n'était pas accessible, ils enterraient les morts dans la neige et les emmenaient à Ardez au printemps. Le village protestant est à nouveau rasé en 1622 par le général catholique-autrichien Alois Baldiron. En 1652, Ardez se rachète à l'Autriche. Les activités sont l’agriculture, l’élevage et le commerce du bois vers le Tyrol jusqu’au milieu du XIXe siècle.
De 1854 à 2014, Ardez est une commune politique. Au XIXe siècle, le drapeau de la Basse-Engadine y était conservé. Les communautés avaient un haut degré de souveraineté. Lorsque les magnats assumaient trop de pouvoir, les agriculteurs des communautés prenaient armes et drapeaux (« Fähnlilupf ») pour s'assurer que les procédures judiciaires rétablissaient des conditions équitables.
Les Chemins de fer rhétiques construisent une gare en 1913.
En 1975, Ardez est sélectionné comme communauté pilote pour l'Année européenne de la préservation des monuments avec Corippo, Morat et Martigny, comme village modèle pour sa restauration exemplaire de maisons typiques de l'Engadine (« Réalisation Exemplaire »).
Le 1er janvier 2015, l'ancienne commune a été intégrée avec ses voisines de Ftan, Guarda, Sent et Tarasp dans la commune de Scuol.

## Blason
Blason : Divisé par l'argent (blanc) et le noir, en argent un demi bouquetin noir, armé de rouge, en noir une croix pattée d'argent.
Les armoiries sont basées sur un sceau du XIXe siècle.

## Monuments et curiosités

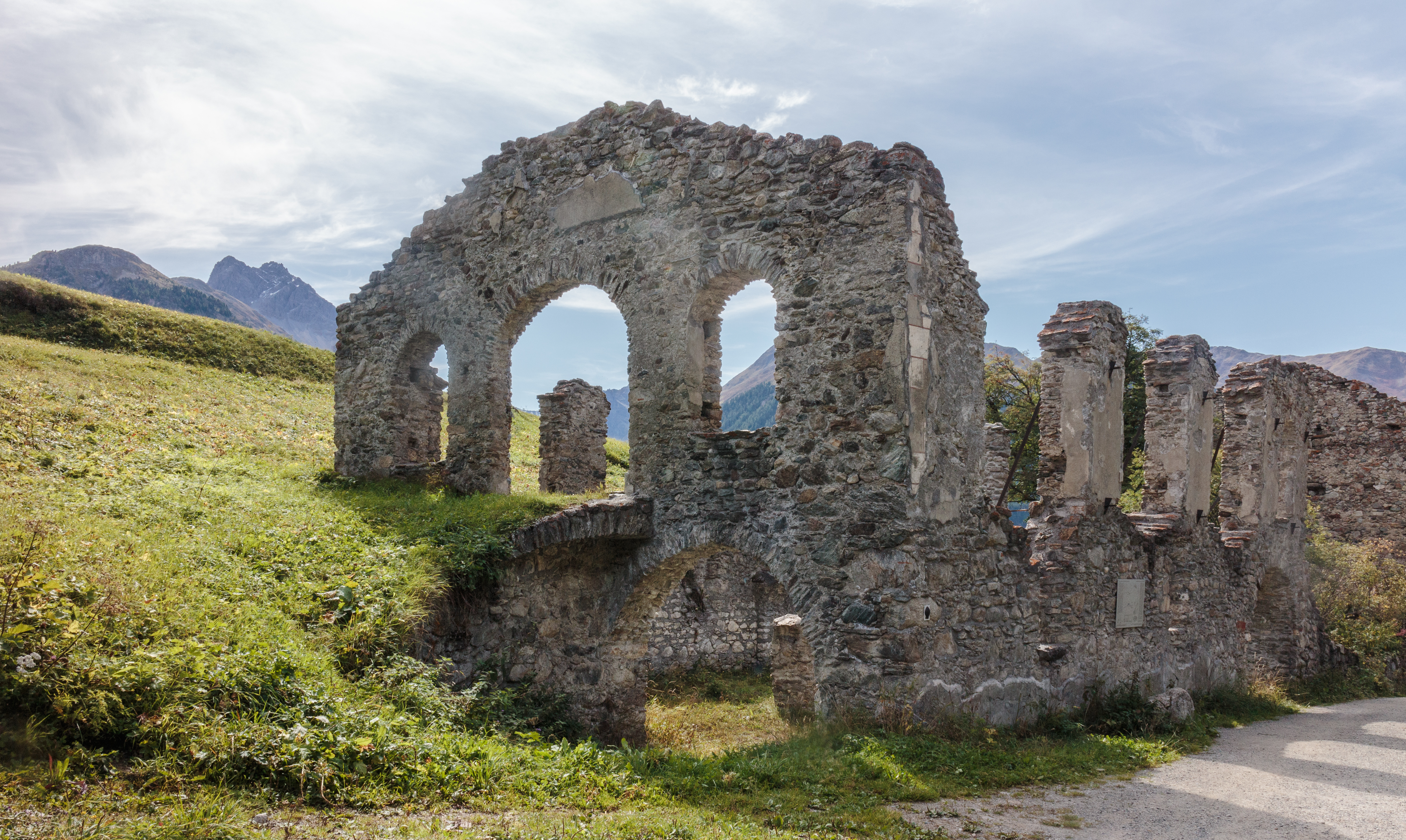
Ruines de Chanoua à Ardez. Ce sont les derniers vestiges d'un ancien bâtiment, avec auberge et entrepôt de stockage, qui remonte au IXe siècle. Il était sans doute le plus important bâtiment du lieu. Il est resté habité temporairement jusqu'en 1910. Photo septembre 2019.

L'église réformée est mentionnée pour la première fois au XIIe siècle. La reconstruction du clocher date de 1445 et celle de l'église de 1576-77. L'édifice a deux nefs avec tribune et chœur polygonal marquant stylistiquement le passage du gothique tardif à la Renaissance.
Le château-fort de Steinsberg a probablement été fondé au XIIe siècle puis détruit par les Autrichiens en 1499. Subsistent le donjon, des vestiges de l'enceinte ainsi que les ruines de l'ancienne chapelle Saint-Lucius, une église romane à une nef et à abside semi-circulaire.
L'église filiale réformée de Sur En est une simple église romane à une nef remontant probablement au début du XIIIe siècle. Le clocher a été érigé à la fin du XIIe siècle à l'angle nord-ouest de la nef.
Dans la tradition des surnoms des villages de l'Engadine, les habitants d'Ardez sont surnommés la bescha, « le mouton ».
La fête de Babania est célébrée le premier samedi de janvier.

## Économie et infrastructures

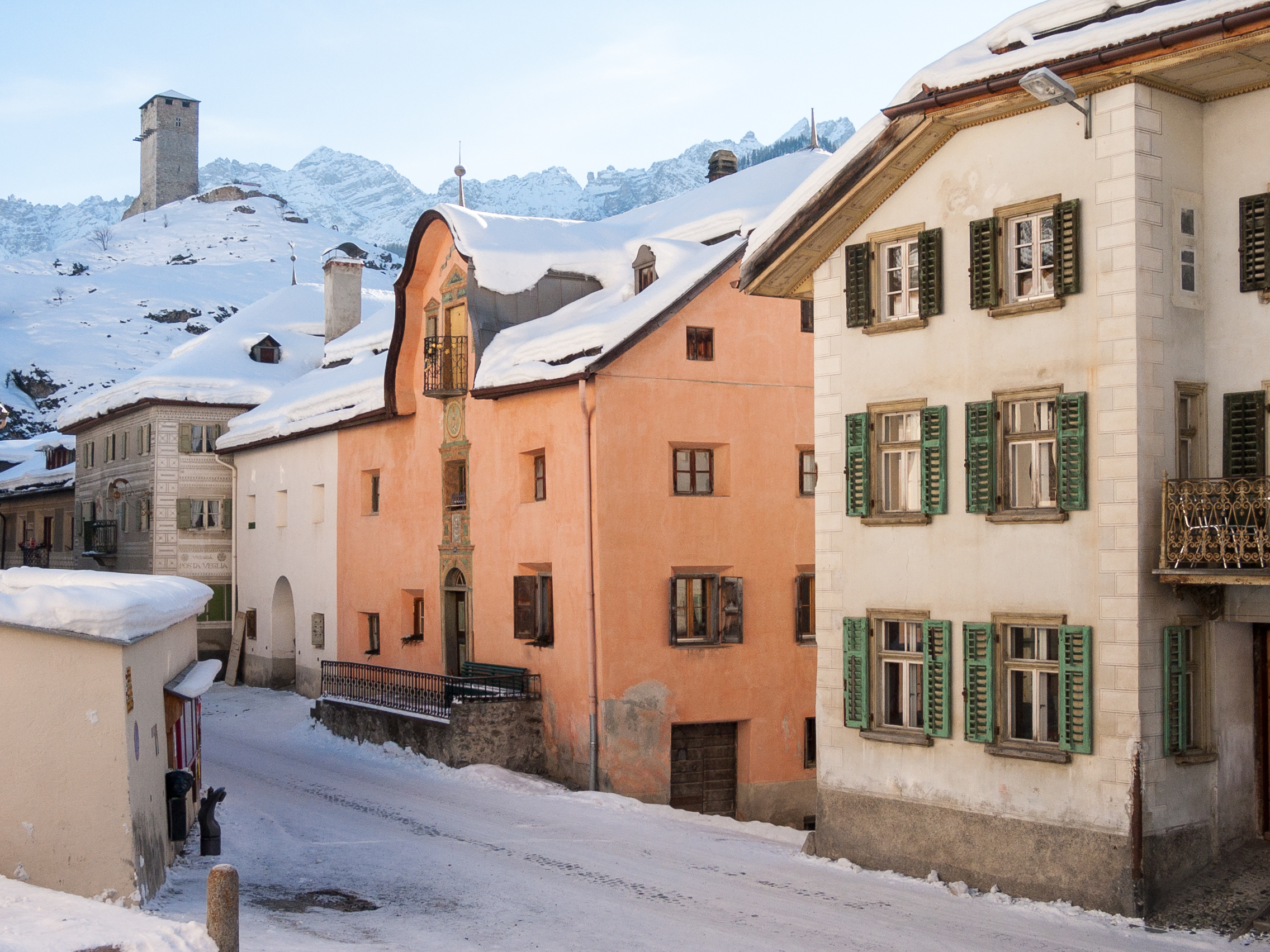
Ardez (Dec. 2007).

Au XVIe siècle, les habitants d'Ardez avaient développé un système de distribution pour leur agriculture d'alpage. Des groupes de maisons voisines se partageaient un alpage. Tous les 28 ans, les Alpes étaient redistribuées entre les quartiers.
En 2015, il existait encore treize exploitations dont plusieurs en agriculture biologique avec vaches allaitantes ou ovins, produisant du lait, de la viande et de l'orge.
Le secteur tertiaire se compose d'un bureau d'architecture, de deux hôtels, de trois restaurants, d'un magasin de village VOLG, d'un magasin de produits ovins et de plusieurs appartements de vacances. Les entreprises artisanales comprennent également des fabricants de gants en cuir et de vestes en laine de mouton.
Ardez est le point de départ de nombreuses randonnées dans la région. Les domaines skiables les plus proches se trouvent à Ftan et à Motta Naluns au-dessus de Scuol, à environ 10 kilomètres d'Ardez.
Ardez est située sur la ligne Bever-Scuol-Tarasp des Chemins de fer rhétiques (RhB) et sur la route principale 27 (Suisse).

## Distinctions
En 1975, le village d’Ardez est choisi par la Confédération comme modèle, avec un fond pour soutenir la restauration des façades des maisons ornées de sgraffites.
Un architecte explique que le village n’ayant pas subi d’incendies au siècle passé, il a gardé son patrimoine de maisons typiques. Il a aussi conservé le pavage de ses ruelles. Les interventions devaient être exemplaires, avec des objectifs non seulement de sauvegarde mais aussi d’assurer l’avenir du village. Les activités agricoles, comme l’élevage des moutons, sont coordonnées avec l’artisanat et les commerces locaux qui mettent en valeur les productions, par exemple la laine. Les visiteurs achètent volontiers des produits locaux.

## Personnalités
- Des représentants des familles d'Ardez, Planta-Wildenberg-Steinsberg, Cazin, Gulfin et Von Zun, occupèrent de hautes fonctions (Podestat) en Valteline et à Chiavenna.
- Rudolf Alex von Planta, fondateur de l'école agricole Plantahof à Landquart (Grisons).
- Rudolf Niculin Bezzola (1917-2011), pasteur réformé.
- Robert Cantieni (1873-1954), il a composé l'hymne engadinois Chara lingua da la mamma à Ardez.
- Oscar Nussio (* 31. juillet 1899 à Ardez ; 15. mai 1976 à Greifensee (Zurich)) (ville Brusio), peintre, sculpteur sur bois[8].
- Jon Andri Tgetgel (* 1926), ingénieur civil et général de division[9].
- Reto Mengiardi (* 1939), avocat, notaire, conseiller du gouvernement dans le canton des Grisons (1979-1990).
- Nevin Galmarini (* 1986), snowboarder professionnel et champion olympique.